# 코르제넵스카야봉
코르제넵스카야봉(러시아어: Пик Корженевской)은 파미르고원에 위치한 타지키스탄의 산으로 높이는 7,105m이다. 타지키스탄 고르노바다흐샨 자치주에 위치한다.
이스모일소모니봉에서 북쪽으로 약 13km 정도 떨어진 곳에 위치한다. 봉우리의 이름은 1910년 8월에 이 봉우리를 발견한 러시아의 지리학자인 니콜라이 코르제넵스키(Nikolai Korzhenevskiy)의 아내인 예브게니야 코르제넵스카야(Evgenia Korzhenevskaya, 러시아의 여행가 겸 지리학자)에서 유래된 이름이다.

## 같이 보기
- 이스모일소모니봉
- 레닌봉